# Борис Денев
Борис Денев Чоканов е български художник, предимно пейзажист, но и автор на портрети и фигурални композиции.

## Биография
Роден е през 1883 г. във Велико Търново в скромното търновско семейство на Деню Чокана, което трудно издържа образованието на художника. Семейството на Денев живее в малка къщурка на Варуша, преди той да се роди. След бягството на турците през Освободителната война баща му купува голяма къща в турската махала: двуетажна, с грамаден чардак и шест стаи, от които семейството обитава само три.
След като завършва гимназия с отличие през 1901 г. във Велико Търново, Борис започва да работи като дърводелец при своите по-големи братя. Но бързо разбира, че тази работа не е за него и през 1902 г. бива назначен за учител в с. Иванча (област Велико Търново).
Изявява се като самоук художник и през есента на 1909 г. открива първата си самостоятелна изложба в Рисувалното училище в София. През периода 1909 – 1914 г. специализира живопис в Мюнхен последователно при проф. Лео фон Льофтц, Карл фон Маар и Анджело Янк.
През лятото на 1912 година постъпва доброволец в Двадесети пехотен Търновски полк като санитар. Заедно с други родолюбиви българи той тръгва по пътищата на войната, за да документира и предаде в творбите си храбростта и героизма на българските воини. Рисунките с военна тематика той показва в третата си самостоятелната изложба през 1913 г., която е първата у нас изложба само от рисунки (с молив). Тя става факт в големия салон на Военния клуб. По време на войната Денев прави около 200 рисунки, но за изложбата си подбира 170 от тях.
През 1914 г. известният художник Ярослав Вешин се разболява тежко и умира. Борис Денев заема чрез конкурс, обявен от Военното министерство, неговото място за военен художник при генералния щаб. На тази длъжност е до 1925 г.
В периода 1925 – 1926 прави обиколка из Италия, откъдето донася множество рисунки, скици и ескизи. Много от тях са изпълнени в техниката на сухия пастел. Те носят характера, колорита и настроението, с които художникът е усетил италианския пейзаж. Денев преминава и през други държави, откъдето черпи идеи за своето бъдещо изкуство – Франция и Гърция.
След завръщането си от странство, Денев е назначен като учител в Първа мъжка гимназия в София със задължение да редактира в художествено отношение издаваната от МНП детска литература. На тази длъжност художникът е до 1931 г., след което се отдава изцяло на свободна художествена дейност.
През 1931 г. Денев получава Кирило-Методиевата награда за живопис от Академията на науките и изкуствата в София.
От средата на 30-те години до 1943 г. художникът се изявява и като публицист. Пише фейлетони за столичните ежедневници „Зора“ и „Слово“.
Членува активно в дружеството „Родно изкуство“ и участва в организирането на няколко наши изложби в чужбина, включително в качеството на комисар на българския павилион на Венецианското биенале през 1942 г.
След Деветосептемврийския преврат на 1 ноември Борис Денев е арестуван от новата власт и заявява:
| „ | Лежах в турски затвор, трябва ли да лежа и в български? | “ |

След пет месеца в Софийския затвор и пет месеца в Дупнишкия лагер е освободен, без да бъде съден. Изключен е от СБХ. През 1956 г. Борис Денев е възстановен в СБХ, през 1967 г. е напълно реабилитиран и удостоен със званието „Заслужил художник“, но едва през 1980-те години СБХ организира негова изложба.
Баща е на художничката Славка Денева (1929 – 1984). И двамата не се вписват в канона на социалистическия реализъм.
Деневи правят дарение – предоставят апартамента си на ул. „Шипка“ 18 за студенти на Академията, но волята им на дарители е погазена.[поясни]
По случай 100 години от рождението на художника през март-април 1983 г. е открита юбилейна изложба с негови творби в изложбената галерия на СБХ – ул. „Шипка № 6.

## Творчество
Илюстрира поемата „Чеда на Балкана“ от Кирил Христов и „История на музиката“ от Стоян Брашованов. Сътрудничи с публицистика и илюстрации на няколко вестника. Автор е на книги за практическата, свободната конструктивна и очната перспектива.
Някои от картините на автора са изложени в Художествената галерия „Борис Денев“ във Велико Търново, друга част от тях в Националната художествена галерия в София.
- „В турската махала“ 1908 г.
- „Френк Хисар“ 1911 г.
- „Търново – турската махала“ 1913 г.
- „Търново“ 1927 г.
- „Търново в здрач“ 1928 г.
- „Изглед от Търново с родната къща на художника“ 1929 г.
- „Търново от Царевец“ 1930 г.
- „Търново“ 1930 г.
- „Улица в Търново – Канджа махала“ 1933 г.
- „Търново зиме“ 1933 г.
- „Търново гледано от Арбанаси“ 1936 г.
- „Търново – улица Гурко“ 1937 г.
- „Търново над скалите“ 1937 г.
- „Търново“ 1938 г.
- „Дервишката чешма“ 1938 г.
- „Търново с река Янтра“ 1938 г.
- „Търново се прощава с патриарх Евтимий“ 1953 г.
- „Улица в Търново“ 1955 г.

През 1993 г. е създаден фонд „Поддържане на изкуството в България“, който реставрира над 300 творби и показва постоянна експозиция на Славка и Борис Деневи на ул. „Шипка“ 18.
Изкуствоведката Ирина Михалчева има издадени две книги, посветени на търновския художник. Първата книга се казва „Борис Денев“, издадена от изд. „Български художник“ през 1964 г., гр. София. Страници – 146. Втората книга се казва „Автобиография. Фотографии. Пейзажи от войната“, издадена от изд. „Свети Георги Победоносец“, гр. София през 1993 г. Страници – 80.

## Посмъртно признание
През 1999 г. се учредяват наградите „Борис Денев“ и „Славка Денева“, които се връчват на две години.
Регионалната художествена галерия във Велико Търново носи неговото име.